# 中央大學 (韓國)

青龍池

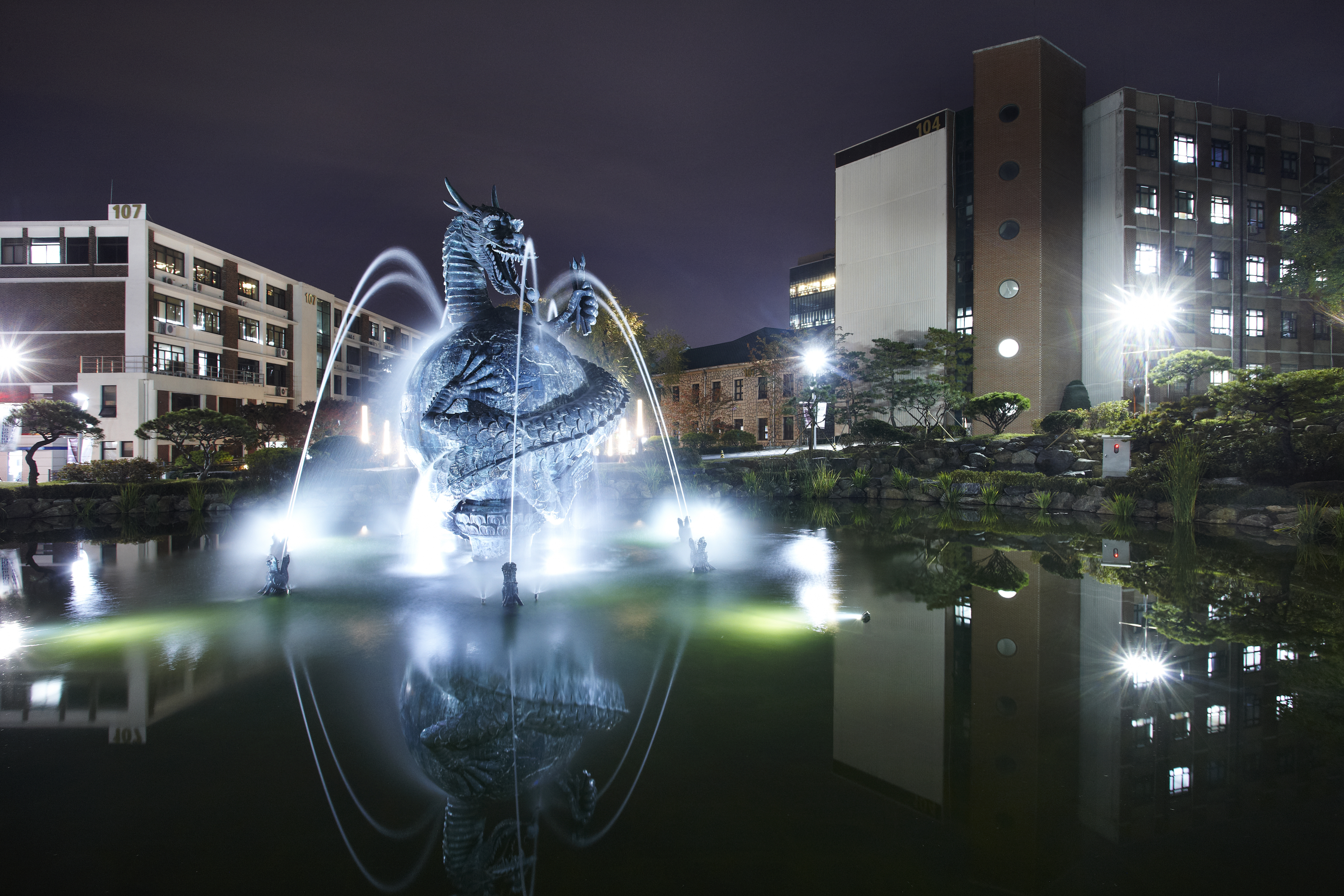
青龍像

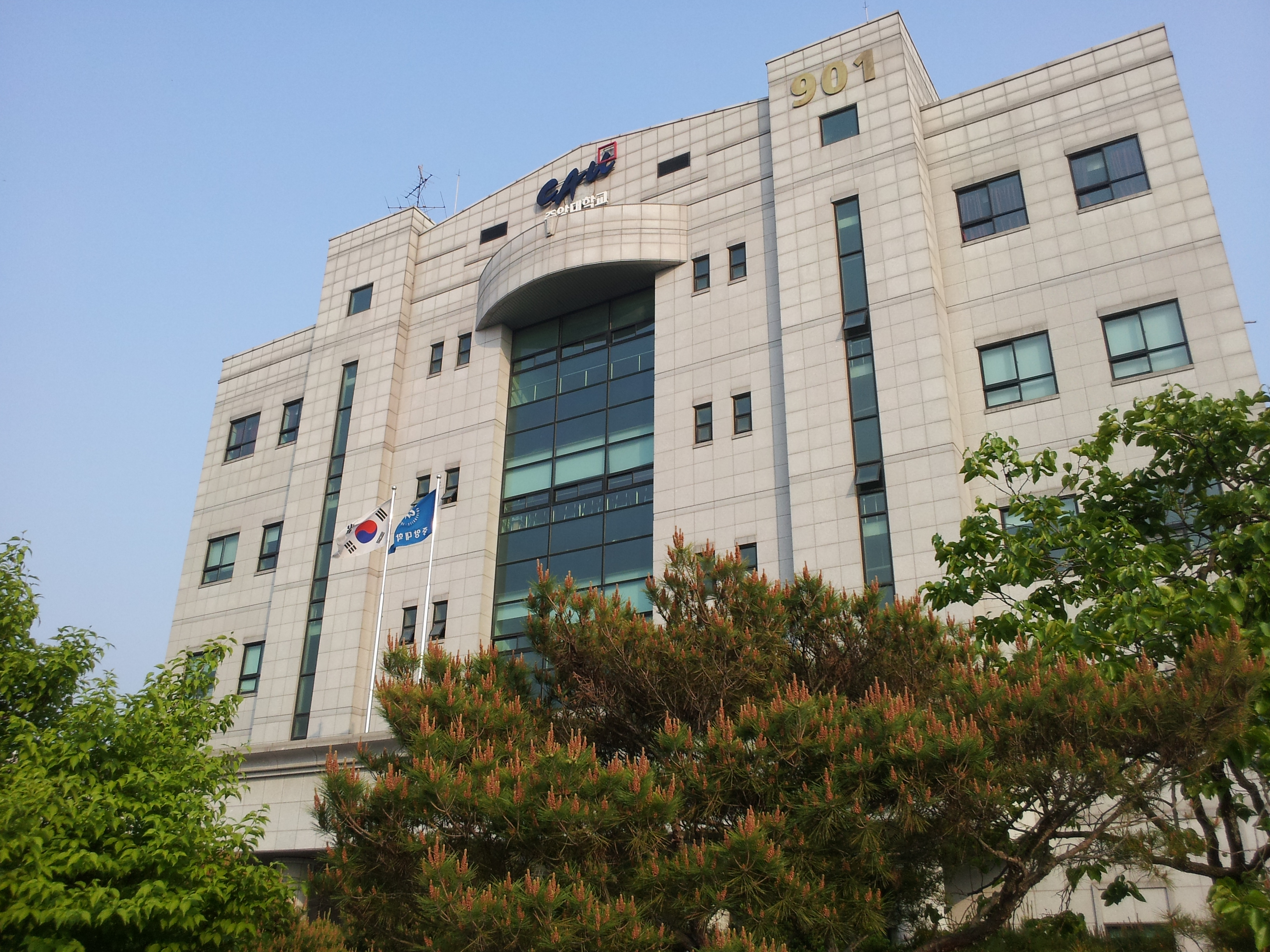
安城校區教學大樓

中央大學（韩语：／），是南韓一所私立大學，據《中央日報》2017年韓國排行榜，中央大學整體第七，戲劇系、電影系和攝影系最負盛名，均名列第一，藥學亦排第四；據2016年QS世界大学排名中央大學位列世界386名，泰晤士亚洲大学排名2018位列50名，韓國的大企業斗山集團為作為中央大學財團後，大幅的財政支持使得中央大學更好的發展。
中央大學在1953年升格大學，前身是1918年成立的教會幼兒園，1922年轉型為幼兒園女教師訓練學校。大學官方以2018年為百周年慶典。有33,600大學生，5,200研究生，700專任教授，500教職員。首爾南岸銅雀區為主校舍，京畿道的安城市有分校舍。

## 中央大學校法人
“中央大學校法人”是中央大學的管理者，是一個根據韓國法律《學校法人》第一條而成立的“中央大學校法人”基金會。“中央大學校法人”旗下有以下教育機構：
- 中央大學
- 中央大學附屬小學
- 中央大學附屬中學
- 中央大學附屬高中
- 中央大學附屬幼儿園

此外，學校醫學院本身亦設有教學醫院大樓，由醫學院管理。

## 院系与课程设置

### 人文社会
- 人文社会学部：国语国文、英语英文、德语德文、俄语俄文、法语法文、日语日文、汉语中文、比较民俗学、哲学、历史学
- 欧洲文化学部、亚洲文化学部

### 社会科学
- 政治外交、公共人才学部、心理学、文献情报、新闻传媒学部、城市规划/不动产学、社会学
- 社会福利学部：儿童福利、青少年学、家庭福利

### 师范
- 教育学、幼儿教育、英语教育、家庭教育、体育教育

### 自然科学
- 物理学、化学、生命科学部、数学

### 生命资源工学
- 生命资源工学部、食品工学部、食品营养、系统生命工学

### 工科
- 社会基础系统工学部、建筑学部、化学及新材料工学部、机械工学部、电子电气工学部、计算机工学部、融合工学部、能源系统工学部

### 经营经济
- 经营学部、经济学、应用统计学、广告学、国际物流学、知识经营学部

### 医科
- 医学部、护理学

### 药学
- 药学部

### 红十字看护
- 看护学

### 艺术
- 公演影像创作学部：文艺创作（安城）、戏剧表演（钟路）、电影、摄影（安城）、舞蹈（安城）、空间演出
- 美术学部：韩国画（安城）、西洋画（安城）、雕塑（安城）
- 设计学部：设觉设计（安城）、产业设计（安城）、服装设计（安城）、室内环境设计（安城）、工艺（安城）
- 音乐学部：音乐创作（安城）、声乐（安城）、钢琴（安城）、管弦乐（安城）、音乐艺术（安城）、宴会艺术（安城）
- 传统艺术学部
- 国际艺术学院

### 体育
- 体育科学部：生活/休闲体育（安城）、体育产业（安城）、高尔夫（安城）

## 歷史
中央大學由韓國內閣第一位女性部長任永信創立。校史最早可以追溯至1916年9月20日。當時貞洞教會幼稚園籌備開設分校，並稱為中央幼稚園。幼稚園在1918年4月1日開校。到了1928年9月5日，學校為了培訓幼稚園所需的老師而開設“中央保育學校”，專門招收女生作幼稚園教師。1946年7月8日，保育學校擴展，開設其他學科，並改名為“中央女子專門學校”。1947年4月10日再改名為“中央女子大學”，由新成立的財團法人“中央文化學院”管理。
1948年5月25日，學校改變政策，容許男女生報讀，並改名為“中央大學校”。1953年5月28日，中央大學的地位得到韓國政府認可。
1972年6月16日，大學與徐羅伐學院合併。
1987年，由于陷入财务危机，旅日韩国裔实业家、教育家金熙秀出资收购中央大学，并出任理事长。此举拯救了面临危机的中央大学。
2008年，金熙秀年事已高，中央大学方面向斗山沟通收购事宜，并最终将大学转让给韩国斗山财团。

## 大學排名
據2013年韓國中央日報，中央大學聲望全國第七，SCI期刊論文第七，往外國的交換生比例（5.1%）第四。
據QS大學亞洲排名，中央大學從2010年的亞洲排名129躍升至2014年的68名。
2022年，中央大学在QS世界大学排名中位居392名。亚洲排名第69名。

## 姊妹校

### 亞洲地區
| - 開南大學 - 世新大學 - 元智大學 - 臺北醫學大學 - 國立臺灣師範大學 - 國立臺灣海洋大學 - 國立東華大學 - 銘傳大學 - 淡江大學 - 東吳大學 - 醒吾科技大學 - 逢甲大學 - 國立中央大學 | - 中国人民大学 - 北京大学 - 武汉大学 - 中央戏剧学院 - 复旦大学 - 南京大学 - 山东大学 - 中央-复旦管理、金融复修学位课程 - 國立臺灣藝術大學 - 輔仁大學 - 國立臺北教育大學 |

## 著名校友
- 李在明（法律系學士畢業），現任(第21任）韓國總統，第6任共同民主黨黨代表、韓國國會議員、前京畿道知事
- 徐生明（體育系碩士畢業），台灣棒球運動員、教練

### 演艺界
- 洪光鎬（戲劇電影學系學士畢業），演員、歌手
- 河正宇（戲劇電影學系學士畢業），演員
- 權律（戲劇電影學系學士畢業），演員
- 任昌丁（戲劇電影學系學士畢業），演員
- 白成鉉（戲劇電影學系學士畢業），演員
- 崔蘭（戲劇電影學系學士、碩士畢業），演員
- 崔贞允（戲劇電影學系學士、影像藝術系碩士畢業），演員
- 崔泰俊（戲劇電影學系10级肄业），演員
- 崔宇植（日語日文學系學士畢業），演員
- 姜漢娜（戲劇電影學系學士、碩士畢業），演員
- 姜河那（戲劇電影學系08级休學），演員
- 高雅羅（戲劇電影學系學士畢業），演員
- 孔炯軫（戲劇電影學系學士畢業），演員
- 金成鴻（戲劇電影學系學士畢業），電影導演
- 金錫勛（戲劇電影學系學士、碩士畢業），演員、主持人
- 金喜善（戲劇電影學系學士畢業），演員
- 金喜愛（戲劇電影學系學士、新聞廣播系碩士畢業），演員
- 金来沅（戲劇電影學系學士畢業），演員
- 金楨勳（戲劇電影學系學士畢業），演員
- 金昭誾（戲劇電影學系學士畢業），演員
- 金康宇（戲劇電影學系學士畢業），演員
- 金汎（戲劇電影學系學士畢業），演員
- 金熙貞（戲劇電影學系學士畢業），演員
- 金秀賢（戲劇電影學系學士畢業），演員
- 金俊馨（戲劇電影學系學士畢業），演員
- 錢忍和（戲劇電影學系學士畢業），演員
- 李英愛（戲劇電影學系碩士畢業），演員
- 邊宇民（戲劇電影學系學士畢業），演員
- 陳世娫（戲劇電影學系學士畢業），演員
- 吳大奎（戲劇電影學系學士畢業），演員
- 李凡秀（戲劇電影學系學士、碩士畢業），演員
- 李允芝（戲劇電影學系學士、碩士畢業），演員
- 李貞賢（戲劇電影學系學士畢業、電影學系23级硕士在学），演員
- 李孝春（戲劇電影學系學士、碩士畢業），演員
- 李沇熹（戲劇電影學系學士畢業），演員
- 林湖（戲劇電影學系學士、碩士畢業），演員
- 林秀香（戲劇電影學系學士畢業），演員
- 趙宇麗（戲劇電影學系休學），演員
- 劉荷娜（戲劇電影學系休學），演員
- 劉仁英（戲劇電影學系學士畢業），演員
- 南宮民（機械工學系退學），演員
- 朴寒別（戲劇電影學系退學），演員
- 朴秉恩（戲劇電影學系學士畢業），演員
- 秦基周（計算機工程系、新聞廣播系雙學士畢業），演員
- 朴浩山（戲劇電影學系學士畢業），演員
- 朴藝珍（戲劇電影學系學士畢業），演員
- 朴容夏（戲劇電影學系學士畢業），演員
- 朴信惠（戲劇電影學系學士畢業），演員
- 裴宗玉（戲劇電影學系學士、新聞放送大學院碩士畢業），演員、現為本校客座教授
- 裴民熙（戲劇電影學系學士畢業），演員
- 吳貞孩（韓國音樂學學士、國樂藝術學碩士），演員、兼職教授
- 宋玉淑（戲劇電影學系學士畢業），演員、廣播電影表演系教授
- 宋再臨（信息系統學系退學），演員
- 張娜拉（戲劇電影學系學士畢業），演員
- 玄彬（戲劇電影學系學士、碩士畢業），演員
- 鄭敬淏（戲劇電影學系學士畢業），演員
- 崔秀榮（戲劇電影學系學士畢業），歌手（少女时代成員）、演員
- 權俞利（戲劇電影學系學士畢業），歌手（少女时代成員）、演員
- 李昇炫（戲劇電影學系退學），前 BIGBANG成員、演員
- 趙美慧（廣告與公共關係學系學士畢業），Brown Eyed Girls成員
- 朴善英（戲劇電影學系，在學），f(x)成員
- 李瑜瑛（戲劇電影學系學士畢業），演員、前Hello Venus成員
- 申世景（戲劇電影學系休學），演員
- 尹恩惠（尖端影像研究生院影像學系碩士畢業），演員
- 廉晶雅（戲劇電影學系學士畢業），演員
- 洪瑜暻（戲劇電影學系學士畢業），歌手（前Apink成員）
- 朱雅凜（戲劇電影學系學士畢業），演員
- 延俊錫（戲劇電影學系學士畢業），演員
- 呂珍九（戲劇電影學系，在學），演員
- 金旻載（戲劇電影學系退學），演員
- 李到晛（戲劇電影學系學士畢業），演員
- 王嬪娜（戲劇電影學系學士畢業），演員
- 宋米秦（新聞廣播學系學士畢業），台灣Dream Girls成員、演員
- 金志珉（戲劇電影學系學士畢業），演員
- 朴志訓（戲劇電影學系18级，在學），歌手、演員
- 曹璐（戲劇電影學系學士畢業），藝人、歌手（FIESTAR成員）
- 金賽綸（戲劇電影學系19级退學），演員
- 魏子越，FNC中國分部 紅熠文化旗下練習生（在《以團之名》提過）
- 李宰旭（戲劇電影學系休學），演員
- 陳峻相（戲劇電影學系22级，在學），演員
- 朴莳恩（戲劇電影學系20級，在學），演員、歌手（STAYC成員）

## 外部連結
- 中央大學官方網站